# Martin Obermarzoner
Martin Obermarzoner (* 20. November 1981 in Brixen, Südtirol) ist ein italienischer Koch.

## Werdegang
Nach seiner Ausbildung in Südtirol wechselte er ins Restaurant Zum Auenhaus in Brixen, anschließend sammelte er Erfahrungen unter anderem im Hidalgo in Burgstall, in der Residenz Heinz Winkler in Aschau und im La Siriola in St. Kassian. 
2002 übernahm er das elterliche Restaurant Vitale Jasmin in Klausen, wo er 2007 mit dem ersten und 2011 mit dem zweiten Michelinstern ausgezeichnet wurde.

## Auszeichnungen
- 2 Sterne im Guide Michelin
- 3 Hauben und 17 Punkte im Gault-Millau